# Hill & Knowlton
Hill+Knowlton Strategies (укр. ?) — американська PR-компанія з 86 офісами в 46 країнах світу. Hill & Knowlton була заснована в 1927 році Джоном Хіллом в Клівленді, штат Огайо. Сьогодні агентство входить в глобальний комунікаційний холдинг WPP Group поряд з міжнародними PR-мережами Burston-Marsteller і Ogilvy PR. Штаб-квартира розташована в Нью-Йорку.

## Історія
Джон Хілл, колишній репортер і фінансовий оглядач, заснував компанію в Клівленді в 1927 році. Компанія стала називатися Hill & Knowlton, коли Дон Ноултон став акціонером. У 1946 Хілл і Ноултон перестали співпрацювати. Ноултон взяв керівництво компанією в Клівленді, проте підрозділ розвалився в 1962 році після його відставки. Хілл з 1952 року почав створювати мережу філій по всій Європі. У 1980 компані приєдналася до групи JWT, яка, в свою чергу, у 1987 стала належати WPP Group. Хілл керував Hill&Knowlton в Нью-Йорку з 1934 по 1962 рр.

## Співпраця з іншими компаніями

### Тютюнова промисловість
У 1953 році учасники тютюнової промисловості найняли Hill & Knowlton для допомоги в боротьбі проти заяв, що куріння викликає рак легенів. В результаті агентство випустило ряд статей в газетах і журналах, які заявляють про брак доказів про наявність цього факту. Співпраця двох компаній тривала до 1968 року.

### Уряд Кувейту
У 1990 році держсекретар США Джеймс Бейкер намагався переконати громадську думку в необхідності війни в Іраку. Агентство зі зв'язків з громадськістю Hill&Knowlton поширювало чутки про те, що іракські солдати викрали інкубатори для недоношених дітей в пологових будинках Кувейту, від чого загинуло понад 300 недоношених немовлят. На доказ цього додавалося інтерв'ю з 15-річною дівчинкою на ім'я «Найра», яка, як вона стверджувала, бачила все на власні очі. В результаті громадськість підтримала початок війни в Перській затоці 1991 року. Пізніше з'ясувалося, що компанія H&K була найнята організацією «Громадяни за вільний Кувейт» для фабрикації свідоцтва. Найра аль-Саба була дочкою Сауда бін Насира аль-Саба — посла Кувейту в США. Hill & Knowlton отримала 10,8 млн доларів від «Громадян за вільний Кувейт», спонсорованих Урядом Кувейту.

### Церква саєнтології
У 1989 році Церква саєнтології найняла H & K для допомоги в боротьбі проти препарату прозак, що випускається компанією Eli Lilly and Company. В 1991 в журналі «Time» була надрукована критична стаття про Церкву саєнтології, в результаті чого Hill & Knowlton розірвали співпрацю з церквою. Насправді Eli Lilly and Company виявилася клієнтом одного з агентств, що належать WPP Group. Через це поряд з судовими розглядами проти Eli Lilly and Company Церква саєнтології подала в суд ще й на Hill & Knowlton, звинувативши агентство у тому, що воно порушило договірні зобов'язання. У 1994 році H & K домовилася з Церквою саєнтології без судового розгляду.

### Уряди різних країн
Компанію постійно критикують за співпрацю з урядами країн, обвинувачених в порушенні прав людини, таких як Індонезія, Туреччина, Мальдіви.